# 785

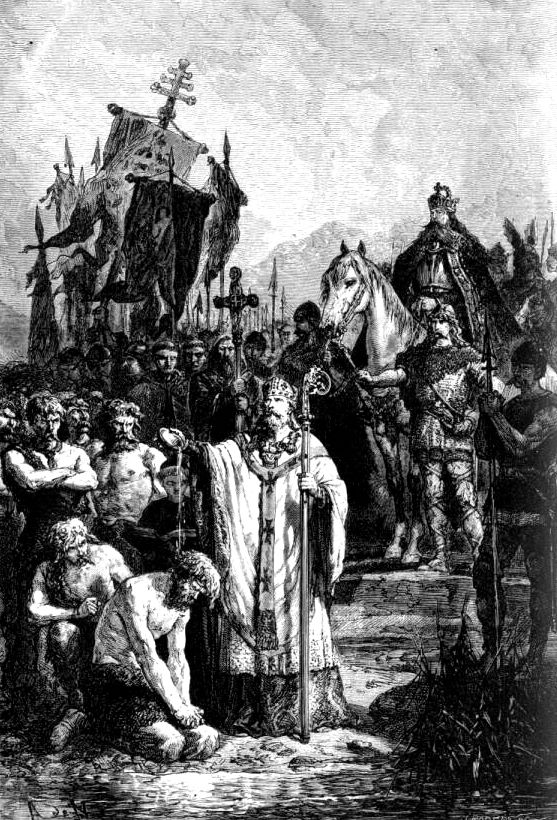
De bekering van de Saksen (ca. 1869)

Het jaar 785 is het 85e jaar in de 8e eeuw volgens de christelijke jaartelling.

## Gebeurtenissen

### Europa
- Saksenoorlog: Koning Karel de Grote houdt in Paderborn een bijeenkomst, een voorloper van de Rijksdag, vertegenwoordigd door de Frankische en Saksische adel. Hij vaardigt een edict uit waarin hij de "heidense gewoonte" van lijkverbranding verbiedt op straffe van de dood.
- Hij trekt met een expeditieleger door Nedersaksen en dringt de Saksen terug tot aan de rivier de Elbe. Hertog Widukind geeft zich over en laat zich dopen in de palts Attigny (Ardennen). Hij zweert een Eed van Trouw aan Karel en wordt benoemd tot graaf van Hamaland.
- De 7-jarige koning Lodewijk van Aquitanië (onder regentschap van hovelingen) mengt zich in de plaatselijke geschillen van de Moren in Al-Andalus (huidige Spanje). Hij trekt met een Frankisch expeditieleger over de Pyreneeën waarbij tijdens een plunderveldtocht de gebieden Gerona en Urgell worden bezet. De Franken verdelen Catalonië in 14 graafschappen.

### Balkan
- Višeslav, een Servische hertog (župan), leidt de Servische stammen vanuit het huidige zuidwesten van Polen naar de Balkan. Hij krijgt van keizer Constantijn VI toestemming om zich te vestigen in Dalmatië. Ze mengen zich in tijd met de inheemse bevolking (waaronder de Illyriërs en de Grieken).

### Brittannië
- Koning Offa van Mercia hervormt het muntenstelsel en voert als betaalmiddel de zilveren penny in. Alle Angelsaksische metalen munten worden vervangen en voortaan geproduceerd in goud. (waarschijnlijke datum)

### Arabische Rijk
- Kalief Muhammad ibn Abdullah al-Mahdi wordt vermoord (vergiftiging) door een van zijn concubines. Hij wordt opgevolgd door zijn zoon Al-Hadi als heerser van het kalifaat van de Abbasiden.

## Geboren
- Fridugisus, Angelsaksisch abt en aartskanselier (waarschijnlijke datum)
- Paschasius Radbertus, Frankisch abt en theoloog (overleden 865)

## Overleden
- Muhammad ibn Abdullah al-Mahdi (39), Arabisch kalief